# تيغريس أونال
تيغريس أونيفرسيداد أوتونوما دي نويفو ليون (بالإسبانية: Tigres de la Universidad Autónoma de Nuevo León)‏ و(بالعربية: نمور جامعة نويفو ليون المستقلة) ويُعرف اختصارًا باسم تيغريس أونال، هو نادي كرة قدم مكسيكي ويلعب في دوري الدرجة الأولى المكسيكي، يعد واحدا من بين الفريقين الاحترافيين في ولاية نويفو ليون. يلعب النادي مبارياته البيتية على ملعب الجامعة الذي يسع لجلوس 43,150 شخص. تم تأسيس الفريق يوم 7 مارس 1960.

## بطولات قارية
تمكن النادي من تحقيق بطولة دوري أبطال الكونكاكاف سنة 2020 عندما تمكن من قهر لوس أنجلوس أف سي الأمريكي في النهائي بنتيجة 2 - 1.

## مشاركات دولية
شارك النادي في كاس العالم للاندية 2020، ممثلا لقارة أمريكا الشمالية، وإحتل المركز الثاني بعدما وصل للنهائي وخسره أمام بايرن ميونخ الألماني، وكان تيغريس قد هزم نادي أولسان هيونداي الكوري الجنوبي في دور ربع النهائي بنتيجة 2 - 1 وهزم بالميراس البرازيلي في نصف النهائي بنتيجة 1 - 0.